# Pierre-Hector Coullié
Pierre-Hector Coullié (Parigi, 14 marzo 1829 – Lione, 12 settembre 1912) è stato un cardinale e arcivescovo cattolico francese.

## Biografia
] di papa Nacque a Parigi il 14 marzo 1829.
Papa Leone XIII lo elevò al rango di cardinale nel concistoro del 19 aprile 1897.
Nel 1910 fu  destinatario dell'epistola Quae nuper di papa Pio X
Morì il 12 settembre 1912 all'età di 83 anni.

## Genealogia episcopale e successione apostolica
La genealogia episcopale è:
- Cardinale Scipione Rebiba
- Cardinale Giulio Antonio Santori
- Cardinale Girolamo Bernerio, O.P.
- Arcivescovo Galeazzo Sanvitale
- Cardinale Ludovico Ludovisi
- Cardinale Luigi Caetani
- Cardinale Ulderico Carpegna
- Cardinale Paluzzo Paluzzi Altieri degli Albertoni
- Papa Benedetto XIII
- Papa Benedetto XIV
- Papa Clemente XIII
- Cardinale Marcantonio Colonna
- Cardinale Giacinto Sigismondo Gerdil, B.
- Cardinale Giulio Maria della Somaglia
- Cardinale Carlo Odescalchi, S.I.
- Vescovo Eugène de Mazenod, O.M.I.
- Cardinale Joseph Hippolyte Guibert, O.M.I.
- Cardinale Pierre-Hector Coullié

La successione apostolica è:
- Vescovo Louis-Victor-Emile Bougaud (1888)
- Vescovo François-Narcisse Baptifolier (1889)
- Arcivescovo François Hautin (1890)
- Vescovo Auguste-Léopold Laroche (1893)
- Vescovo Paul Pellet, S.M.A. (1895)
- Vescovo Pierre-Joseph Geay (1896)
- Vescovo Pierre Jean Broyer, S.M. (1896)
- Vescovo Maximilien Albert, S.M.A. (1901)
- Vescovo Bernard Thomas Edward Clark, O.F.M.Cap. (1902)
- Vescovo Louis-Jean Dechelette (1906)
- Vescovo Ignace Hummel, S.M.A. (1906)
- Vescovo François Steinmetz, S.M.A. (1906)
- Arcivescovo Pierre Chatelus (1910)